# Драгановци (област Габрово)
 За другото българско село с име Драгановци вижте Драгановци (Област Велико Търново).  
Драгàновци е село в Северна България, община Габрово, област Габрово.

## География
Село Драгановци се намира на около 12 km запад-северозападно от центъра на град Габрово и 13 km югоизточно от Севлиево. Разположено е в широката долина между Черновръшкия рид на югозапад и платото Стражата на североизток, край левия бряг на река Лопушница. Климатът е умереноконтинентален. Надморската височина в центъра на селото е около 270 m. През Драгановци минава второкласният републикански път II-44 (Севлиево – Габрово), а в селото от него се отклонява на югозапад общински път към село Драгиевци.
Населението на село Драгановци, наброявало 588 души при преброяването към 1934 г. и 690 към 1956 г., намалява до 477 към 1992 г. и наброява 309 души (по текущата демографска статистика за населението) към 2019 г.

## История
Във фондовете на Държавния архив Габрово се съхраняват документи на/за:
- Списък на фондове от масив „K“:

– Народно основно училище – с. Драгановци, Габровско; фонд 552K; 1930 – 1962; Промени в наименованието на фондообразувателя:
> Народно основно училище – с. Драгановци, Габровско (1935 – 1944);
> Непълно основно училище – с. Драгановци, Габровско (1922 – 1935);
> Народно начално училище – с. Драгановци, Габровско (1919 – 1922);
- Списък на фондове от масив „С“:

– Народно начално училище – с. Драгановци, Габровско; фонд 552; 1936 – 1982; Промени в наименованието на фондообразувателя:
> Народно основно училище – с. Драгановци, Габровско (1944 – 1970);
> Народно начално училище – с. Драгановци, Габровско (1970 – 1982);
– Народно читалище „Дядо Стойно“ – с. Драгановци, Габровско; фонд 876; 1947 – 1971;
– Народно читалище „Христо Ботев“ – с. Драгановци, Габровско; фонд 978; 1946 – 1971;
– Трудово кооперативно земеделско стопанство (ТКЗС) – с. Драгановци, Габровско; фонд 1012; 1957 – 1959.

## Население
Преброяване на населението през 2011 г.
Численост и дял на етническите групи според преброяването на населението през 2011 г.:
|                     | Численост | Дял (в %) |
| Общо                | 402       | 100,00    |
| Българи             | 316       | 78,60     |
| Турци               | 0         | 0,00      |
| Цигани              | 0         | 0,00      |
| Други               | 0         | 0,00      |
| Не се самоопределят | 0         | 0,00      |
| Неотговорили        | 83        | 20,64     |

## Обществени институции
Село Драгановци към 2020 г. е център на кметство Драгановци. Населените места към кметството са: село Драгиевци и село Драгановци.
В село Драгановци към 2020 г. има:
- действащо читалище „Христо Ботев – 1923“;[7][8]
- пощенска станция.[9]